# Székesfehérvár (district)
Het District Székesfehérvár (Székesfehérvári járás) is een district (Hongaars: járás) in het Hongaarse comitaat Fejér. De hoofdstad is Székesfehérvár. 

## Plaatsen
- Aba
- Bakonykúti
- Csór
- Csősz
- Iszkaszentgyörgy
- Káloz
- Lovasberény
- Magyaralmás
- Moha
- Pátka
- Seregélyes
- Soponya
- Szabadbattyán
- Székesfehérvár
- Sárkeresztes
- Sárkeszi
- Sárosd
- Sárszentmihály
- Tác
- Úrhida
- Zámoly